# Estola nigrescens
Estola nigrescens là một loài bọ cánh cứng trong họ Cerambycidae.